# Herb Morąga
Herb Morąga – jeden z symboli miasta Morąg i gminy Morąg w postaci herbu.

## Wygląd i symbolika
Herb przedstawia pielgrzyma w czarnej szacie na złotym polu, stojącego boso na ziemi. W prawej ręce niesie czerwony kij z butlą wody a w lewej  muszlę pielgrzyma – symbol pielgrzymujących do Santiago de Compostela. 
Czarna barwa szaty pielgrzymiej jest symbolem stateczności, powagi i pokory a także wyrzeczenia światowego blichtru. Legenda mówi, że pątnicy pielgrzymujący do Ziemi Świętej, do grobu Jakuba w Composteli, wracając zabierali ze sobą na pamiątkę pielgrzymki, muszlę przegrzebka, która była znakiem i dowodem odbycia pielgrzymki tak oczywistym, iż wkrótce stała się symbolem pielgrzymek w ogóle. Muszle tych małży znajdowano w osadach rzecznych w Gdańsku. W wachlarzowatym kształcie muszli niektórzy badacze dopatrują pięciu dróg do sanktuarium w Compostelli. Zielona murawa symbolizuje kraj, miejsce. Tykwa i laska są atrybutami pielgrzyma.
W zakonie krzyżackim tradycja pielgrzymia była żywa, co widać także w symbolice heraldycznej miast okolicznych.

## Historia

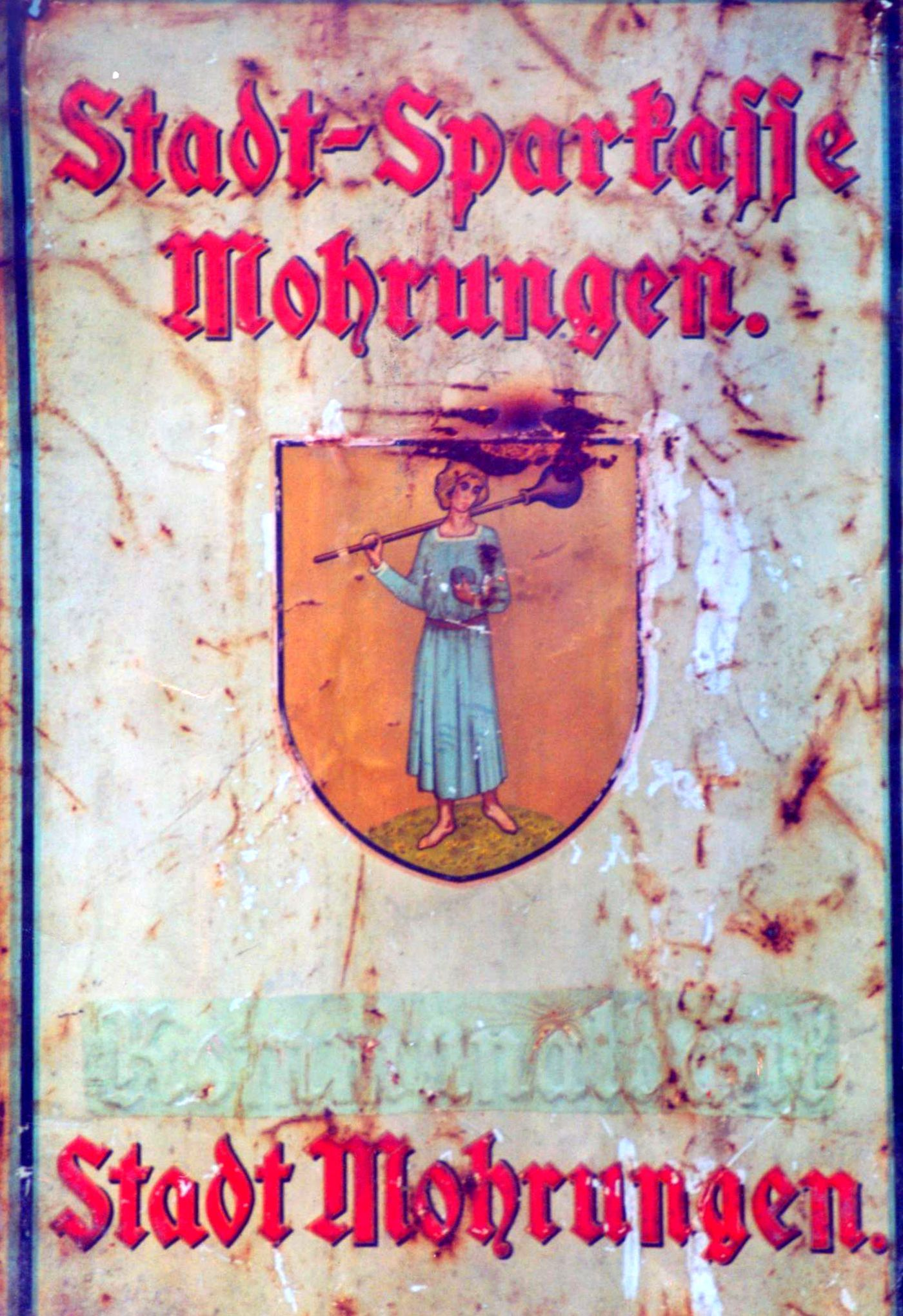
Herb sprzed 1945 roku

Herb powstał w XIV stuleciu z inicjatywy szpitalnika Zakonu Krzyżackiego, komtura elbląskiego. Na pieczęci z 1446 r., którą przedstawiciele miasta użyli do zatwierdzenia przystąpienia Morąga do Związku Pruskiego, widniał młody mężczyzna z maczugą (lub flaszą pielgrzymią) w lewej ręce i kamieniem (kulą lub muszlą pielgrzyma) w prawej ręce. Barwy miasta były niebieskie (tunika młodzieńca) i złote (tło).
Od XVI w. miasto używało herbu przedstawiającego postać osoby czarnoskórej w fartuchu, z kijem na plecach, na tle gwiaździstego nieba. Taka interpretacja herbu wynikła z przypadkowej zbieżności nazwy miasta ze słowem Mohr, znaczącym w języku niemieckim „Murzyn”. W tym czasie prawdziwa geneza herbu była zapomniana.
Pierwotny herb przywrócono w 1887 r. W tym czasie sporna była kwestia, kogo przedstawia postać w herbie: pogańskiego Prusa, średniowiecznego pielgrzyma, czy też może św. Jakuba Młodszego.